# Триперстка чорновола
Триперстка чорновола (Turnix melanogaster) — вид сивкоподібних птахів родини триперсткових (Turnicidae).

## Поширення
Ендемік Австралії. Поширений на південному сході Квінсленду та на півночі Нового Південного Уельсу. Трапляється у світлих вологих лісах.

## Опис
Птах завдовжки 18-20 см. Самиці більші за самців. Забарвлення рябе. Верхня частина тіла скаладається з коричневого, білого, чорного та бежевого кольорів, нижня — з жовтяво-білого та чорного. На грудях помітна повздовжня чорна смуга. Самиця забарвлена яяскравіше від самця.